# Flight from Nevèrÿon
Flight from Nevèrÿon est un recueil d'histoires d'épée et de sorcellerie de Samuel R. Delany. Il s'agit du troisième des quatre volumes de la série Nevèrÿon.

## Contenu
La table des matières suivante est tirée de l'édition de Wesleyan University Press :
- "The Tale of Fog and Granite"
- "The Mummer’s Tale"
- "The Tale of Plagues and Carnivals, or, Some Informal Remarks toward the Modular Calculus, Part Five"
- Appendix A: Postscript
- Appendix B: Buffon's Needle

Dans la première édition, le roman The Tale of Plagues and Carnivals figurait en annexe ; le «Postscript», qui met à jour l'histoire de Joey (vraisemblablement inspiré d'une personne réelle), l'un des personnages de Plagues and Carnivals, n'était pas encore inclus. La discussion avec un lecteur, Robert Wentworth, sur « Buffon's Needle », une référence mathématique à quelque chose qui se produit dans le conte numéro six, le long roman Neveryóna n'était pas incluse non plus. Dans l'édition de Grafton Books la partie Buffon's Needle se trouve dans le volume suivant, Return to Neveryon.

## The Tale of Fog and Granite
La première histoire du livre (et la septième de la série Nevèrÿon), est un roman court qui décrit le parcours des nombreuses personnes qui tentent de contrefaire Gorgik le Libérateur à travers Nevèrÿon pour leurs propres fins. Le roman analyse les problèmes que cela pose pour un jeune contrebandier anonyme qui est fasciné par Gorgik et, bien qu'il ne l'ait jamais rencontré ni vu, essaie activement de découvrir tout ce qu'il peut sur lui - un peu comme un fan cherchant toutes les informations disponibles. à propos d'un chanteur de rock préféré.
Dans cette même histoire, on apprend à quel point Gorgik tente d’exploiter la confusion provoquée par ces contrefaçons de lui-même. L’histoire contient une critique extraordinairement sympathique des pratiques SM et de la manière dont leur signification diffère lorsqu’elles se produisent à travers différentes frontières du pouvoir social.
Après quelques aventures déchirantes provoquées par la poursuite de son obsession pour Gorgik, le jeune contrebandier (sauvé par Raven) rencontre enfin son héros presque par hasard. Il ne peut alors pas même être sûr d'avoir rencontré le vrai Gorgik... de sorte que lui et, plus encore, le lecteur doivent commencer à se demander s’il peut même y avoir, dans une telle galerie de glaces politique, une telle « vérité » – ou du moins une force de libération véritablement efficace. Le succès politique est-il peut-être, comme Gorgik lui-même semble le penser, plutôt une question d'apprendre à organiser les miroirs autour de la salle ?

## The Mummer's Tale
L'histoire suivante (la huitième), « The Mummer's Tale», abandonne presque entièrement Gorgik, pour raconter la jeunesse du jeune contrebandier en tant qu'adolescent arnaqueur sur le Pont du Désir Perdu à Kolhari – et sa relation, sur une période de vingt ans qui il le mène de seize à trente-six ans, avec un acteur dans une troupe de saltimbanques itinérants. Ici, le dédoublement qui s'opère à travers tous les contes se manifeste par la présence d'un auditeur silencieux de l'histoire du mime, un homme dont nous apprenons qu'il est un enseignant, un philosophe, un amoureux et un partisan des arts (un prince à l'esprit démocrate, qui a renoncé à son titre pour poursuivre son travail intellectuel). Il a connu le narrateur pendant  et a été son ami, mais n'a jamais rencontré ni connu jusqu'à présent le petit ami criminel du mime.
Alors que le mime raconte à ce « Maître » le combat du jeune voleur contre la folie et sa descente inéluctable dans le crime, les parallèles que le mime même par inadvertance, suggère entre les deux (philosophe et criminel), à la fin de l'histoire, semblent grandement affliger le Maître – peut-être dans la manière dont ils révèlent l’étendue – et la complexité – du désir qui propulse même les activités intellectuelles les plus nobles. Cette histoire fonctionne comme l’ars poetica de la série.

## The Tale of Plagues and Carnivals
Dans le neuvième conte de la série qui est un roman en soi, une maladie sexuellement transmissible et  mortelle éclate à Nevèrÿon – une maladie qui est particulièrement répandue chez les homosexuels. Dans cette histoire publiée en 1984, les parallèles entre la façon dont Nevèrÿon gère sa situation et la façon dont la ville de New York a géré au cours de la deuxième année de l'épidémie de SIDA deviennent explicites, et le potentiel de la flexibilité donnée par les éléments de la série d'histoires est exploitée pleinement : de nombreuses scènes se déroulent dans les rues modernes de New York, avec des reportages sur de véritables sans-abri, toxicomanes et arnaqueurs que Delany connaissait à l'époque.
L'histoire effectue des allers-retours  entre l'époque préhistorique et l'époque moderne produisant des effets surprenants concernant la structure du livre. Dans le dernier tiers de ce récit, dans une tentative de coopter Gorgik le Libérateur et de le mettre au pas ainsi que de détourner le peuple de la « peste » qui sévit parmi eux, le gouvernement invite Gorgik à rejoindre le conseil au pouvoir en tant que ministre – de sorte qu’il doit apprendre à conclure sa bataille en homme politique plutôt qu’en rebelle armé.
Un des points culminants de l'histoire est la tentative du Maître, en tant que jeune homme, de voyager à travers Nevèrÿon et de collecter du matériel pour une biographie du génie barbare Belham, mort une génération auparavant, et dont le nom est associé à de nombreuses merveilles architecturales du pays. Alors que le Jeune Maître apprend à quel point ses tentatives de collecte d'informations sont provisoires (et ses tentatives font écho à celles du jeune contrebandier pour rassembler des informations similaires sur Gorgik), le lectorat grâce aux volumes précédents comprend qui a été impliqué dans la création de ces monuments et s'abstiendra probablement d'emprunter le chemin superficiel, qu'avec les meilleures intentions du monde, notre jeune érudit prend, négligeant toutes les contributions de diverses intellectuelles féminines, telles que la grand-tante de Pryn et Venn, à certaines de ces réalisations.
Un deuxième point culminant concerne le retour du mime , qui propose une critique déchirante de l'ensemble des dialogues philosophiques du Maître, conçue pour suggérer un ordre de critique similaire à celui que Socrate aurait facilement pu faire à l'égard de Platon, et l'amanuensis vraisemblablement sympathique et précis du philosophe plus âgé. The Tale of Plagues and Carnivals a été le premier roman traitant du SIDA à paraître chez un grand éditeur américain (Bantam Books).